# 维诺格拉多夫卡村委员会
维诺格拉多夫卡村委员会（俄语：Виноградовский сельсовет）是俄罗斯联邦阿穆尔州布列亚区所属的一个村委员会。其下辖有1个居民点，行政中心为维诺格拉多夫卡。据2016年统计，该村委员会的人口为470人。